# Alstonia pneumatophora
Alstonia pneumatophora là một loài thực vật]] thuộc họ Apocynaceae. Loài này có ở Indonesia, Malaysia, và Thái Lan.

## Hình ảnh